# Taxeotis homoeopa
Taxeotis homoeopa är en fjärilsart som beskrevs av Turner 1944. Taxeotis homoeopa ingår i släktet Taxeotis och familjen mätare. Inga underarter finns listade i Catalogue of Life.